# The Japan Advertiser
The Japan Advertiser est un ancien journal japonais de langue anglaise et l'entreprise de presse qui le publiait. Fondé en 1890 ou en 1891, il était publié à Yokohama puis à Tokyo.

## Histoire et description
Le Japan Advertiser a été créé par un américain d'origine écossaise, Robert Meiklejohn, en novembre 1890 ou en 1891. Le capital de l'entreprise était de 150 000 yens. Le journal était d'abord publié à Yokohama. Plus tard, le Japan Advertiser est passé aux mains de Arthur May Knapp, qui en a été le rédacteur en chef pendant de nombreuses années. Ben Fleisher, un juif américain, a transformé en 1907 le Japan Advertiser, un journal à potins de quatre pages, en un journal influent, de haute qualité et de style occidental. Le journal a été déménagé à Tokyo en 1909. Ben Fleisher a publié et édité le journal jusqu'en 1940. Le 18 octobre, le Japan Advertiser a été vendu au Nippon Times, qui a pris le nom de Japan Times and Advertiser. 
Il était le seul journal notable sous administration américaine. Malheureusement, comme d'autres journaux qui n'étaient diffusés qu'à quelques centaines d'exemplaires au maximum, aucune bibliothèque publique japonaise ne possède d'exemplaires connus de cette période.